# Aldwych (London Underground)

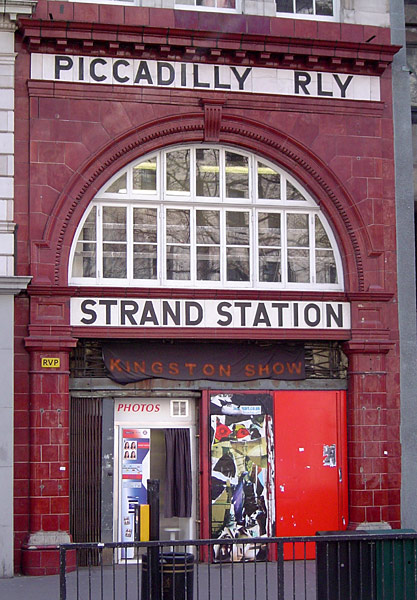
Eingang zur Station (beschriftet mit der ursprünglichen Bezeichnung Strand)

Aldwych [ˈɔːldwɪtʃ] ist eine geschlossene Station der London Underground. Sie liegt im Londoner Stadtbezirk City of Westminster und war die Endstation einer kurzen Stichstrecke der Piccadilly Line, die an der Station Holborn in Richtung Süden abzweigte. Diese Strecke war ein Überbleibsel aus der Zusammenlegung zweier verschiedener U-Bahn-Projekte. Das nicht mehr genutzte Stationsgebäude befindet sich nahe der Kreuzung von Strand und Surrey Street.
Die Station wurde 1907 eröffnet und hatte bis 1915 den Namen Strand. Während fast ihrer gesamten Nutzungsdauer befuhr ein Pendelzug die Zweigstrecke. Die Fahrgastfrequenzen waren durchweg gering, wiederholt war die Station von der Schließung bedroht. Zuletzt war sie nur noch montags bis freitags während der Hauptverkehrszeit geöffnet, bis sie schließlich 1994 geschlossen wurde, da die anstehenden Kosten für die notwendige Erneuerung der Aufzüge nicht zu rechtfertigen waren. Zuvor hatte es mehrmals Bestrebungen gegeben, Aldwych zu einem Durchgangsbahnhof oder gar zu einem Umsteigeknoten auszubauen; letztlich wurde daraus jedoch nichts.
Während des Zweiten Weltkriegs dienten Teile der Station und der angrenzenden Tunnelröhre als Lager, um Kunstwerke vor Luftangriffen zu schützen. Darüber hinaus ist die Station noch heute ein beliebter Drehort für Filmproduktionen. Sie ist aufgrund ihrer historischen Bedeutung als Grade-II-Bauwerk eingestuft und somit denkmalgeschützt.

## Geschichte

### Planung

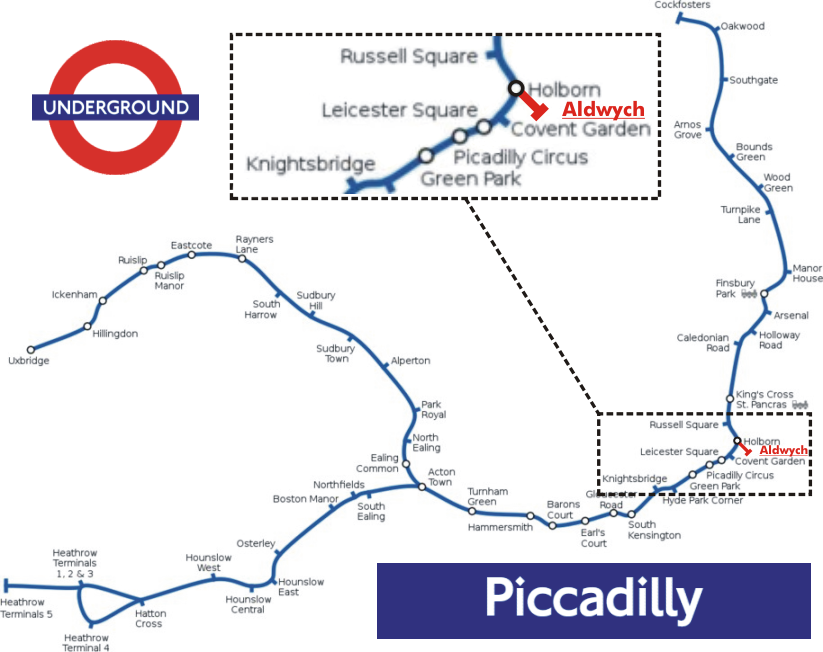
Geschlossene Station Aldwych (rot) auf der Piccadilly Line

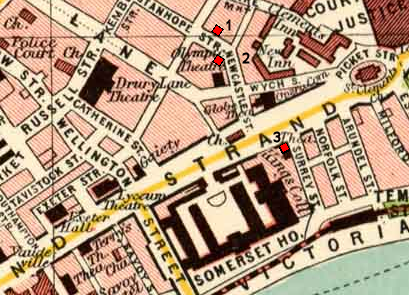
Das östliche Ende der Strand im Jahr 1900, vor Baubeginn der Straßen Kingsway und Aldwych. Geplante Stationsstandorte sind rot markiert:
1. Ecke Holles Street/Stanhope Street
2. Zukünftige Kreuzung Kingsway/Aldwych
3. Ecke Strand/Surrey Street

Im November 1898 veröffentlichte die U-Bahn-Gesellschaft Great Northern and Strand Railway (GN&SR) in der London Gazette die Mitteilung, dass sie eine private Gesetzesinitiative vorlegen werde (von Gesetzes wegen musste das britische Parlament sämtliche privat finanzierten Bahnprojekte genehmigen). Die GN&SR plante eine unterirdische Bahnstrecke von Strand über King’s Cross St. Pancras und Finsbury Park nach Wood Green (in der Nähe des Alexandra Palace). Die südliche Endstation Strand sollte etwas nördlich der gleichnamigen Straße an der Ecke Stanhope Street/Holles Street zu liegen kommen. Wenig später gab der London County Council bekannt, dass diese beiden schmalen Straßen verschwinden würden, um im Zuge eines Stadtteilsanierungsprojekts Platz für die neuen Durchgangsstraßen Kingsway und Aldwych zu schaffen. Die GN&SR änderte ihren Antrag dahingehend, das Stationsgebäude an die Kreuzung der neuen Straßen zu verlegen. Die königliche Zustimmung zum Gesetz Great Northern and Strand Railway Act 1899 lag schließlich am 1. August 1899 vor.
Die GN&SR wurde im November 1901 von der Brompton and Piccadilly Circus Railway (B&PCR) übernommen, die den Bau einer U-Bahn-Linie von South Kensington zum Piccadilly Circus plante. Beide Gesellschaften waren unter der Kontrolle der von Charles Tyson Yerkes geführten Metropolitan District Electric Traction Company und gingen im Juni 1902 in Yerkes’ neue Holdinggesellschaft Underground Electric Railways Company of London (UERL) über. Keine der beiden Gesellschaften hatte bis dahin Bauarbeiten ausgeführt, doch die UERL erhielt die Genehmigung für neue Tunnelröhren zwischen Piccadilly Circus und Holborn, um die zwei Strecken miteinander zu verbinden. Nach der Genehmigung durch das Parlament wurden die Gesellschaften im November 1902 formell zur Great Northern, Piccadilly and Brompton Railway (GNP&BR) fusioniert. Vor der Bestätigung der Fusion hatte die GN&SR um die Erlaubnis ersucht, ihre Strecke südwärts unter der Norfolk Street zur Station Temple der Metropolitan District Railway zu verlängern. Aufgrund einer Beschwerde des Herzogs von Norfolk, unter dessen Grundstücken der letzte Abschnitt der geplanten Tunnelröhren zu liegen gekommen wäre, kam die Verlängerung nicht zustande.
1903 ersuchte die GNP&BR um die Genehmigung zum Bau einer Zweigstrecke vom Piccadilly Circus über Leicester Square, Strand und Fleet Street zur City of London. Die bereits genehmigte Station Strand wäre somit ein Umsteigeknoten geworden. Die Beratungen einer Kommission, die zur Begutachtung der zahlreichen damals eingereichten U-Bahn-Projekte eingesetzt worden war, zogen sich in die Länge, so dass das Parlament nicht darüber beschließen konnte und die GNP&BR ihr Vorhaben zurückzog. Kurz bevor die Kommission 1905 ihren Bericht veröffentlichte, legte die GNP&BR dem Parlament zwei neue Gesetzesinitiativen vor. Die erste griff das Projekt von 1903 wieder auf, die zweite schlug die Verlegung der Station Strand an die Kreuzung von Strand und Surrey Street vor. Von dort aus sollte die Strecke unter der Themse hindurch zum Bahnhof Waterloo geführt werden. Die erste Initiative verzögerte sich erneut und wurde zurückgezogen. Bei der zweiten Initiative genehmigte das Parlament nur die Verlegung der Station Strand.

### Bauarbeiten

Plan der Station auf Bahnsteigebene:
Gelb: Bahnsteige
Braun: Zugänge
Blau: Ungenutzte Teile

Die Verknüpfung der Strecken von GN&SR und B&PCR bedeutete, dass das GN&SR-Teilstück südlich von Holborn ein Abzweig der Hauptstrecke werden würde. Die UERL begann im Juli 1902 mit den Bauarbeiten an der Hauptstrecke. Diese schritten rasch voran und waren im Herbst 1906 weitgehend abgeschlossen. Die Errichtung der Zweigstrecke Holborn–Strand verzögerte sich, da der London County Council zunächst den Kingsway und den darunter liegenden Straßenbahntunnel baute. Die UERL nahm währenddessen Projektänderungen an der Station Holborn vor. Dadurch sollte sichergestellt werden, dass der Betrieb der Zweigstrecke jenen auf der Hauptstrecke nicht behindern würde.
Die Bauarbeiten an der Station Strand begannen am 21. Oktober 1905. Auf dem Baugelände stand zuvor das Royal Strand Theatre, das am 13. Mai 1905 geschlossen und anschließend abgerissen worden war. Architekt des Stationsgebäudes war Leslie Green, der den typischen UERL-„Hausstil“ anwendete: Ein zweistöckiges Gebäude mit einem strukturellen Stahlrahmen und großen halbrunden Fenstern im Obergeschoss, verkleidet mit roten glasierten Terrakotta-Ziegeln. Das Stationsgebäude ist L-förmig, mit zwei Fassaden, die durch das Gebäude an der Ecke Strand/Surrey Street voneinander getrennt sind. Die Strand-Fassade ist eng und besitzt ein einzelnes halbrundes Fenster über dem Eingang. Hingegen ist die Fassade an der Surrey Street breiter, mit getrenntem Ein- und Ausgang sowie einem Ladenlokal. Da man damals noch von der späteren Verwirklichung der Strecken nach Waterloo und in die City of London ausging, wurde die Station mit drei runden Aufzugschächten versehen, in denen sechs trapezförmige Aufzüge Platz finden würden. Nur einer der Schächte fand tatsächlich Verwendung, mit zwei Aufzügen. Die beiden anderen Schächte reichten vom Untergeschoss zur Bahnsteigebene, hätten aber bei Bedarf nach oben in das Ladenlokal verlängert werden können. Ein vierter Schacht mit kleinerem Durchmesser enthielt eine Wendeltreppe für Notfälle.
Die Bahnsteige liegen 92½ Fuß (28,19 Meter) unter der Erdoberfläche und sind 250 Fuß (76,2 Meter) lang. Damit sind sie erheblich kürzer als die GNP&BR-Standardlänge von 350 Fuß (106,68 Meter). Wie bei anderen Stationen an UERL-Strecken waren die Bahnsteigwände mit Fliesen verkleidet, die ein unverkennbares Muster aufwiesen, in diesem Falle cremefarben und dunkelgrün. Nur ein Teil der Bahnsteigwände wurde dekoriert, da auf der Zweigstrecke der Einsatz von kürzeren Zügen geplant war. Aufgrund der geringeren Anzahl der Aufzüge wurde ein zweiter Fußgängertunnel zwischen dem Bahnsteig und den Aufzugschächten nie seiner Bestimmung übergeben und blieb in undekoriertem Zustand ohne Fliesen.

### Betrieb

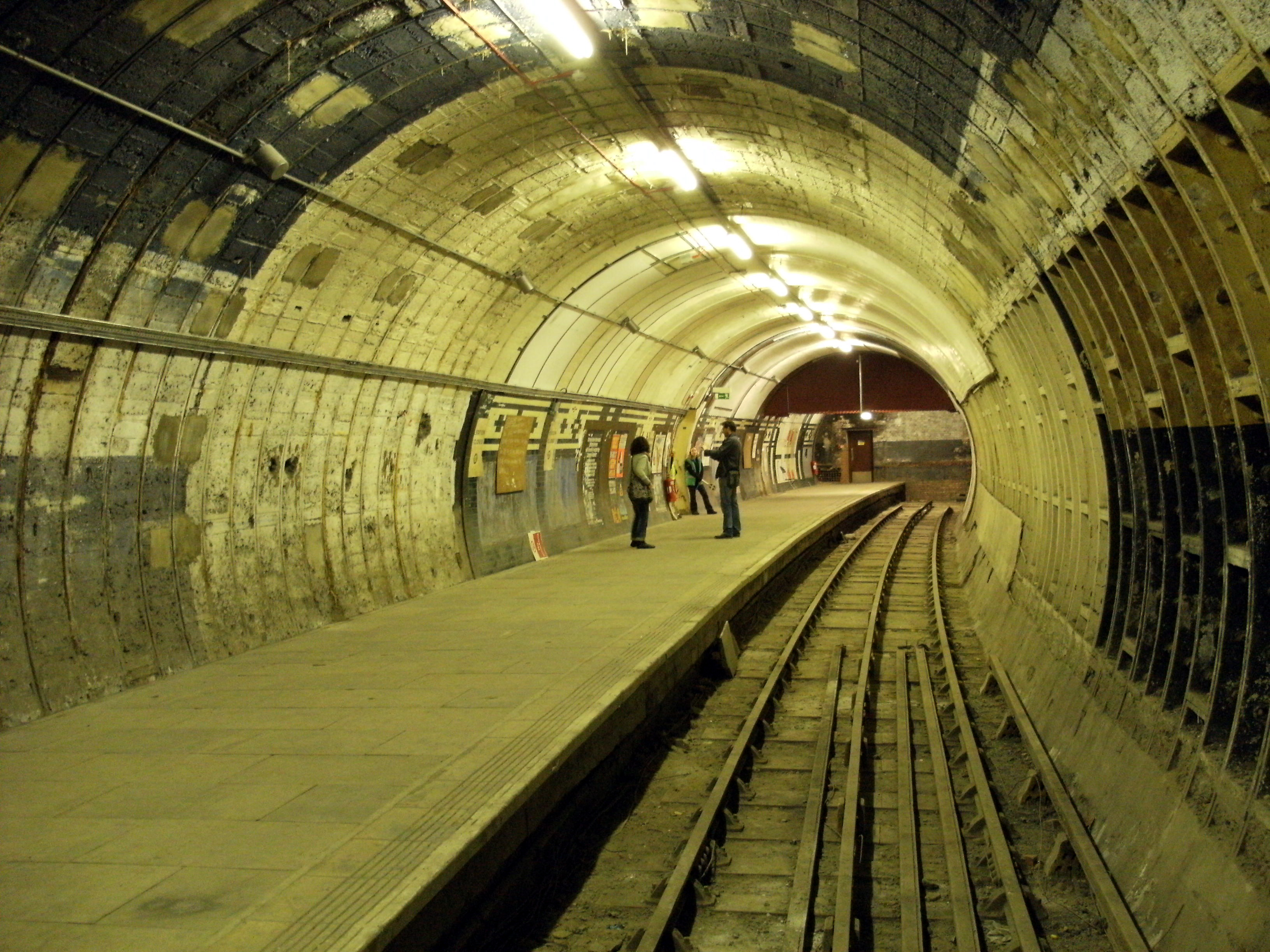
Östlicher Bahnsteig, 1917 stillgelegt

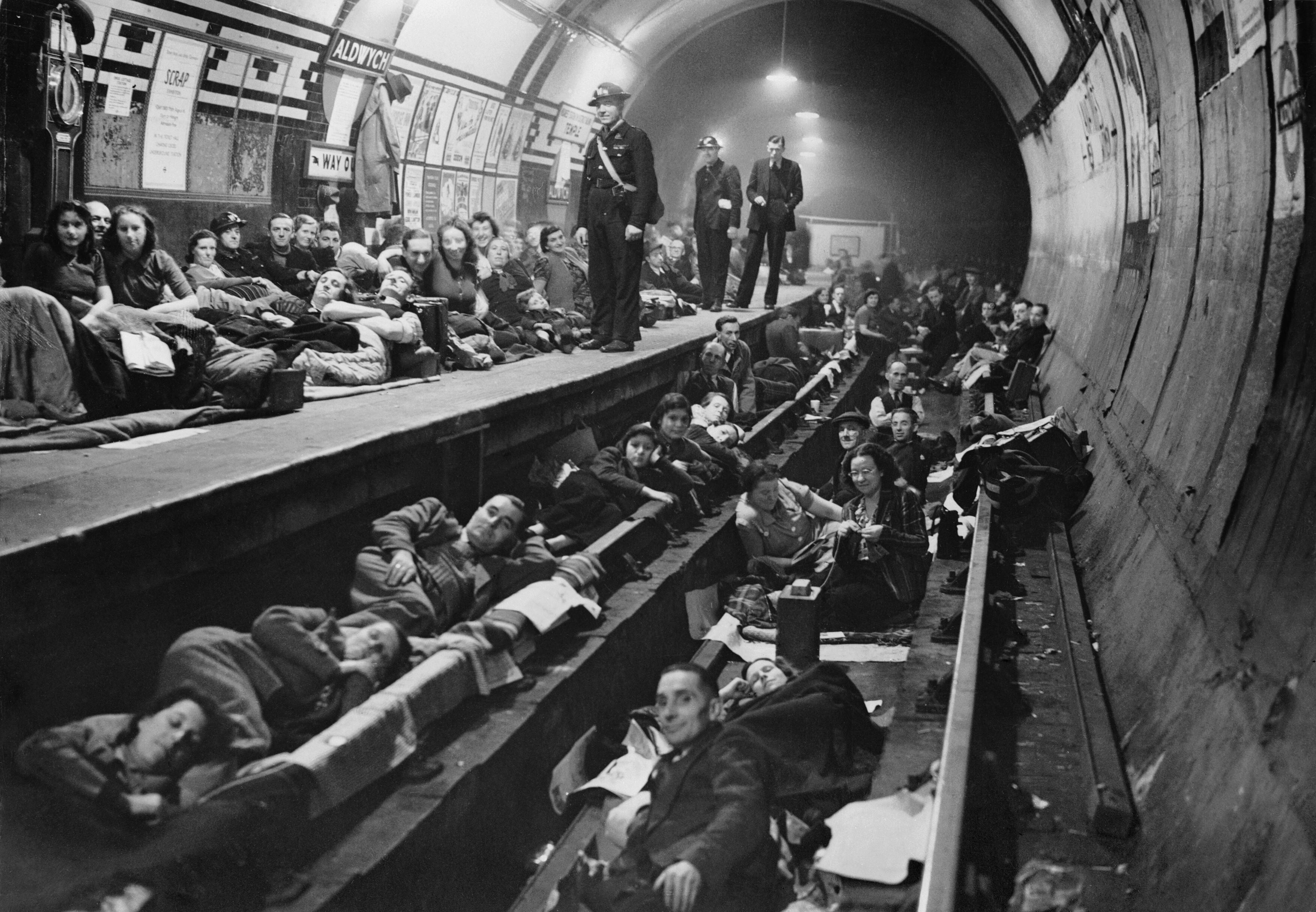
Nutzung der Station als Luftschutzbunker im Zweiten Weltkrieg

Die Eröffnung der GNP&BR-Hauptstrecke erfolgte am 15. Dezember 1906, während die Zweigstrecke erst fast ein Jahr später eröffnet wurde, am 30. November 1907. Zu Beginn verkehrten Pendelzüge vom östlichen Bahnsteig der Station Strand bis zum Durchgangsbahnsteig 5 in der Station Holborn. Zur Hauptverkehrszeit (HVZ) verkehrte abwechselnd ein zusätzlicher Zug vom westlichen Bahnsteig zum Kopfbahnsteig 6 in Holborn. Während des ersten Betriebsjahres fuhr spätabends montags bis samstags ein Zug für Theaterbesucher von Strand über Holborn hinaus bis nach Finsbury Park. Diese Zusatzfahrten wurden bis Oktober 1908 angeboten.

Schematische Darstellung der Aldwych-Zweigstrecke

Ab März 1908 benutzte der Pendelzug während der Nebenverkehrszeit den westlichen Bahnsteig in Strand und den Durchgangsbahnsteig 5 in Holborn, dabei befuhr er die Überleitstelle vor der Station Holborn. Im Jahr 1914 wurden aufgrund der geringen Fahrgastzahlen der zweite HVZ-Pendelzug abgezogen und die östliche Tunnelröhre außer Betrieb genommen. Am 9. Mai 1915 erhielten drei Underground-Stationen in diesem Stadtteil einen neuen Namen, die Station Strand hieß von nun an Aldwych. Die Bedienung der Station an Sonntagen endete im April 1917 und im August desselben Jahres wurden der östliche Tunnel, der östliche Bahnsteig in Aldwych sowie der Kopfbahnsteig 6 in Holborn formell stillgelegt. Deutsche Luftangriffe im September 1917 veranlassten die National Gallery dazu, 300 ihrer Gemälde bis Dezember 1918 auf dem geschlossenen Bahnsteig zu lagern.
Im Oktober 1922 erfolgte die Schließung des Fahrkartenschalters, als Ersatz dienten Fahrkartenautomaten in den Aufzügen. Die Fahrgastzahlen blieben gering: Als 1929 verschiedene Stationsschließungen zur Debatte standen, nutzten jährlich 1.069.650 Fahrgäste die Station Aldwych, die Einnahmen betrugen 4500 Pfund. Schließungsabsichten bestanden erneut im Jahr 1933 nach dem Zusammenschluss aller Verkehrsbetriebe in London durch die neue gemeinsame Verkehrsbehörde London Passenger Transport Board (LPTB unter dem Label London Transport), doch die Station blieb weiterhin in Betrieb.
Im Zweiten Weltkrieg, kurz nach dem Beginn deutscher Luftangriffe auf London („The Blitz“) führten kriegsbedingte Effizienzsteigerungsmaßnahmen am 22. September 1940 zu einer vorübergehenden Betriebseinstellung der Zweigstrecke. Die Stadtbezirksverwaltung der City of Westminster richtete zudem Luftschutzbunker ein. Die Tunnelröhren zwischen Aldwych und Holborn dienten zur Lagerung von Kunstgegenständen aus dem British Museum, darunter die Elgin Marbles. Nach dem Krieg wurde die Zweigstrecke am 1. Juli 1946 wiedereröffnet, doch die Fahrgastzahlen stiegen nicht an, selbst nach der Stilllegung der parallel verlaufenden Straßenbahn nicht. 1958 war Aldwych eine von drei Stationen, deren Schließung die Verkehrsbehörde London Transport Executive (LTE) ankündigte. Zwar blieb die Station weiterhin geöffnet, doch der Betrieb wurde stark eingeschränkt: Montags bis freitags zu den Hauptverkehrszeiten sowie samstags am Morgen und am frühen Nachmittag. Ab Juni 1962 blieb die Station auch an Samstagen geschlossen.
Nach über 30 Jahren mit unveränderten Betriebszeiten kündigte die Verkehrsbehörde London Regional Transport am 4. Januar 1993 die bevorstehende Schließung der Station Aldwych an. Die aus dem Jahr 1907 stammenden Aufzüge mussten ersetzt werden, was Kosten von drei Millionen Pfund verursacht hätte. Diese Maßnahme war finanziell nicht zu rechtfertigen, angesichts von nur 450 Fahrgästen täglich und einem jährlichen Betriebsdefizit von 150.000 Pfund. Verkehrsminister Brian Mawhinney genehmigte am 1. September 1994 die Schließung, der letzte Betriebstag war der 30. September 1994.

### Vorschläge für Streckenverlängerungen und neue Verbindungen

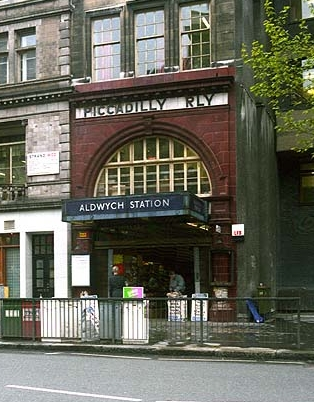
Stationseingang vor der Schließung

Während das Projekt der Zweigstrecke Piccadilly Circus–City of London von 1905 nach seinem Rückzug nie wieder aufgegriffen wurde, erfuhr das Projekt, die Zweigstrecke Holborn–Aldwych südwärts zum Bahnhof Waterloo zu verlängern, mehrmals eine Neuauflage. Konkrete Vorschläge gab es in den Jahren 1919 und 1948, doch weitergehende Projektierungsarbeiten unterblieben.
In den Jahren nach dem Zweiten Weltkrieg gab es eine Reihe von Vorplanungen mit dem Ziel, die London Underground zu entlasten. Zur Debatte standen verschiedene Ost-West-Routen durch die Gegend um Aldwych, doch wurden diese nie weiterverfolgt, da andere Stellen im U-Bahn-Netz Priorität hatten. Ein gemeinsames Planungskomitee von British Rail und London Transport Board veröffentlichte im März 1965 die Studie A Railway Plan for London, die eine neue U-Bahn-Linie, die Fleet Line (die spätere Jubilee Line), vorschlug. Sie sollte von der Baker Street über Bond Street, Green Park, Charing Cross, Aldwych und Cannon Street in die City of London und von dort aus in die südöstlichen Vororte führen. Bei Aldwych war ein Umsteigeknoten vorgesehen. Die zweite Empfehlung des Berichts lautete, die Zweigstrecke Holborn–Aldwych zum Bahnhof Waterloo zu verlängern. Das London Transport Board hatte bereits im November 1964 um die parlamentarische Zustimmung ersucht, Tunnelröhren zwischen Aldwych und Waterloo zu bauen. Das Parlament genehmigte diese im August 1965. Es folgten detaillierte Planungsarbeiten, doch Budgetkürzungen hatten 1967 noch vor der öffentlichen Ausschreibung die Zurückstellung des Projekts zur Folge.
Die Planungen für die Fleet Line wurden weiterverfolgt und das Parlament erteilte im Juli 1969 die Genehmigung für die erste Phase, von der Baker Street nach Charing Cross. Der Tunnelbau am 35 Millionen Pfund teuren Abschnitt begann im Februar 1972, die Eröffnung der Jubilee Line erfolgte am 1. Mai 1979. Die Tunnelröhren östlich des genehmigten Abschnitts führten weiter unter Strand bis fast zur Station Aldwych, doch im Stationsbereich selbst nahm man keine Bauarbeiten vor und die Tunnelenden dienten lediglich als Abstellanlage. Die Finanzierung des zweiten Abschnitts verzögerte sich in den 1970er Jahren immer weiter, während die Strecke jenseits von Charing Cross auf Optionen untersucht wurde, wie die voraussichtliche bauliche Entwicklung in den Docklands zu erschließen sei. 1979 schätzte man die Kosten auf 325 Millionen Pfund, mehr als eine Versechsfachung der im Jahr 1970 ursprünglich veranschlagten 51 Millionen. 1980 kam es zu einer weiteren Bewertung von Alternativen zur Jubilee Line, was eine Änderung der Prioritäten und den Aufschub jeglichen weiteren Planungsaufwands für die Jubilee Line zur Folge hatte. Als die Verlängerung in den 1990er Jahren doch gebaut wurde, nahm sie einen komplett anderen Verlauf südlich der Themse über Westminster, Waterloo und London Bridge. Dies führte dazu, dass der Tunnelabschnitt zwischen Green Park und Aldwych nunmehr überflüssig war.
Im Juli 2005 veröffentlichte das Ingenieurbüro Ove Arup & Partners im Auftrag der Docklands Light Railway (DLR) einen Bericht mit dem Namen DLR Horizon 2020 Study, der Vorschläge enthielt, wie das Streckennetz der DLR zwischen 2012 und 2020 erweitert und verbessert werden soll. Eine der Vorschläge ist die Verlängerung der DLR von Bank über den Bahnhof City Thameslink und Aldwych nach Charing Cross. Der nicht mehr genutzte Tunnelabschnitt der Jubilee Line würde dabei verbreitert, um die größeren DLR-Züge aufnehmen zu können. Die geschlossene Station würde die Basis für eine neue Station an dieser Strecke bilden, wenn auch beträchtliche Umbauarbeiten notwendig wären, um Rolltreppen aufzunehmen. Die Infrastrukturkosten wurden 2005 auf 232 Millionen Pfund geschätzt und Ove Arup & Partners beschrieb das Projekt als „äußerst nutzbringend“. Es könne Fahrgäste bereits bestehender Ost-West-Undergroundlinien und lokaler Buslinien anlocken, was zu einer Entlastung der übermäßig frequentierten Station Bank führen würde. Die Beurteilung des Geschäftsszenarios kam zum Schluss, dass das Projekt einen hohen Nutzen aufweise. Ove Arup & Partners schlug vor, detailliertere Studien auszuarbeiten.

## Drehort für Filmproduktionen
Als in sich abgeschlossener Teil der London Underground, der an Wochenenden und für längere Zeitspannen auch an Werktagen außer Betrieb war, erwiesen sich die Zweigstrecke und die Station Aldwych als beliebte Filmsets für U-Bahn-Szenen. Seit der Schließung im Jahr 1994 hält die Nutzung durch Filmproduktionsgesellschaften an, wobei in der Station mit entsprechend geänderter Beschilderung auch andere Teile des Underground-Netzes dargestellt werden. Trotz der Schließung werden die Gleise und die Infrastruktur in betriebsfähigem Zustand gehalten. Ein Triebwagen der Baureihe 1972 Tube Stock, der früher auf der Northern Line verkehrte, ist permanent auf der Zweigstrecke abgestellt. Für Filmaufnahmen kann der Triebwagen hin- und hergefahren werden. Es besteht weiterhin eine Gleisverbindung zur Piccadilly Line in Richtung Norden, ihre Benutzung erfordert jedoch manuellen Betrieb.

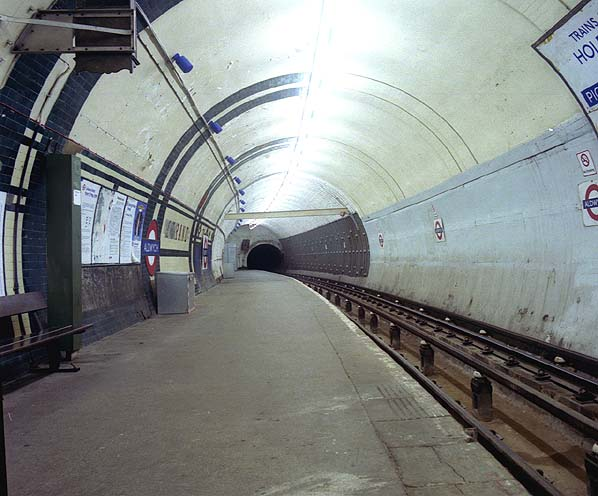
Der westliche Bahnsteig vor der Schließung am 30. September 1994

Zu den Filmproduktionen, die in der Station Aldwych entstanden, gehören unter anderem:
- Die Bombe im U-Bahnschacht (1952)[27]
- Luftschlacht um England (1969)[39]
- Tunnel der lebenden Leichen (1972)[27]
- Superman IV – Die Welt am Abgrund (1987)[27]
- The Krays (1990)[40]
- Die Stunde der Patrioten (1992)[41]
- Creep (2004)[39]
- Der gute Hirte (2006)[39]
- V wie Vendetta (2006)[39]
- Abbitte (2007)[39]
- 28 Weeks Later (2008)[39]
- The Edge of Love (2008)[39]
- Mr Selfridge (2014)[42]
- Sherlock (2014)[43]

Der Stationsbetrieb in der Vorkriegszeit ist Bestandteil einer entscheidenden Szene in Geoffrey Households Thrillerroman Rogue Male. Eine bedeutend veränderte und erweiterte Version der Station erscheint als Level im Computerspiel Tomb Raider III – Adventures of Lara Croft. Zudem wurde im ungenutzten östlichen Tunnel und in einem der Aufzugschächte das Musikvideo zum Lied Firestarter von The Prodigy gedreht. Für den Film Die Chroniken von Narnia: Prinz Kaspian von Narnia (2008) wurde die Station Strand im Studio nachgebildet. Im Unterschied zum Original ist der Bahnsteig dort jedoch gerade und die Wanddekoration befindet sich auf beiden Tunnelwänden.